# Județul Râmnicu Sărat (antebelic)
Județul Râmnicu Sărat a fost o unitate administrativă de ordinul întâi din Vechiul Regat al României (existent în perioada antebelică). Județul se afla în regiunea istorică Muntenia, iar reședința era orașul Râmnicu Sărat.

## Așezare și limite

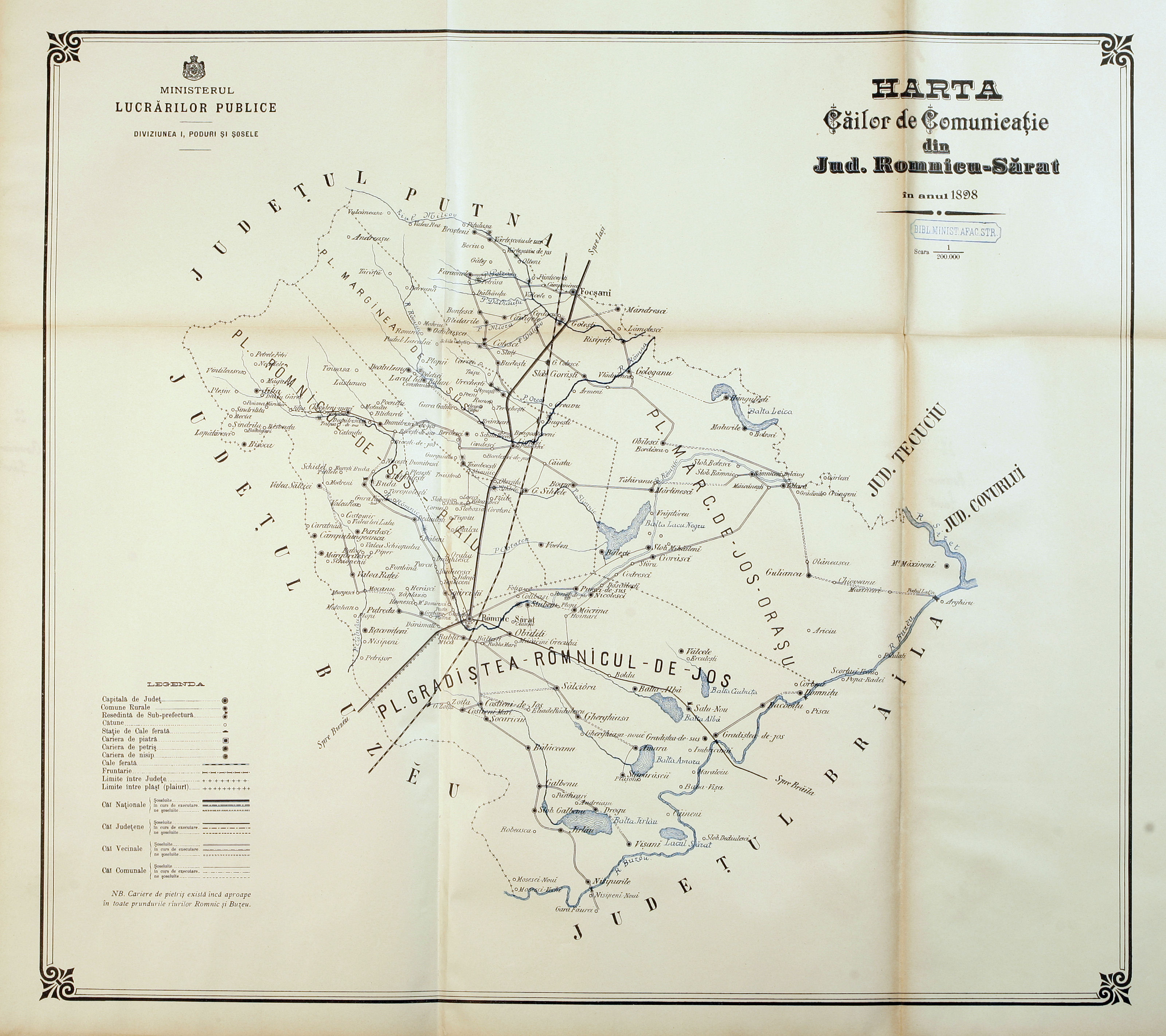
Harta județului Râmnicu Sărat în Atlasul Căilor de Comunicații din 1897

Județul Râmnicu Sărat era situat în partea de nord a Munteniei. Se învecina cu județele Putna, Tecuci (pe o mică porțiune), Brăila și Buzău. Denumirea județului provenea de la râul Râmnicu Sărat care îl străbătea pe mijloc. Era unul dintre cele 6 județe (8 după 1913) ce nu aveau frontieră cu un alt stat (celelalte fiind Olt, Roman, Tecuci, Vaslui și Brăila, iar după 1913 și Constanța și Ialomița).

## Istoric
În anul 1864, domnitorul Alexandru Ioan Cuza dă prima lege de organizare administrativ-teritorială modernă a teritoriului României. Legea prevedea împărțirea țării în 33 de județe, având ca subdiviziuni plășile și comunele (urbane și rurale). Județele și comunele erau investite cu personalitate juridică și cu organe deliberative și executive: consiliul județean și prefectul (acesta din urmă ca reprezentant al guvernului în teritoriu), respectiv consiliul comunal
și primarul (în calitate de reprezentant al guvernului în teritoriu). Plășile erau simple subdiviziuni ale județelor, fără personalitate juridică, conduse de subprefecți, cu atribuții de supraveghere și control asupra autorităților comunale.
Județul antebelic Râmnicu Sărat era împărțit în 6 plăși și un plai: Râmnicul (format din 8 comune; cu reședința la Dumitrești) și plășile Orașul (formată din 14 comune; cu reședința la Cotești), Gradiștea (formată din 13 comune; cu reședința la Gradiștea de Sus), Râmnicul de Sus (formată din 13 comune), Marginea de Sus (formată din 13 comune; cu reședința la Plăinești), Râmnicul de Jos (formată din 12 comune; cu reședința la Bălăceanul) și Marginea de Jos (formată din 12 comune; cu reședința la Măicănești). În 1900 plășile erau deja comasate, numărul lor reducându-se la 4: Marginea de Jos-Orașul, Râmnicul de Sus-plaiul Râmnicul, Marginea de Sus și Gradiștea-Râmnicul de Jos.
Județul avea resurse de pirită (la Argintăria Veche, Malul Negru, Sări și pe albia râului Câlnăul), sare gemă (care forma munți de sare; Dealul Sării pe valea Râmnicului, La Sări pe valea Sărățelului și la Sări în munții Sării), lignit (la Piscul-lângă cătunul Lindilari, în dealul Hârjea, la Modreni, pe valea Câlnăului), petrol (la Valea Rea și Scropus). În afară de Balta Albă, lac salin (sărat), se mai găseau izvoare de apă sulfuroasă la: Bisoca (sulfuroasă și sărată), Poiana Mărului (sulfuroasă dulce), Mănăstirea lui Bârsache, pe pârâul Furul, între munții Purcelul și Carâmbul. Mai sunt și fierbători la muntele Clocotișul, pe malul drept al Milcovului.
Până în 1862, județul purta numele de Slam Râmnic și avea reședința la Focșani-Muntenești, iar de atunci își schimbă numele în cel de Râmnicu Sărat și reședința se mută în târgul Râmnicu Sărat.